# Schwarzenbergplatz

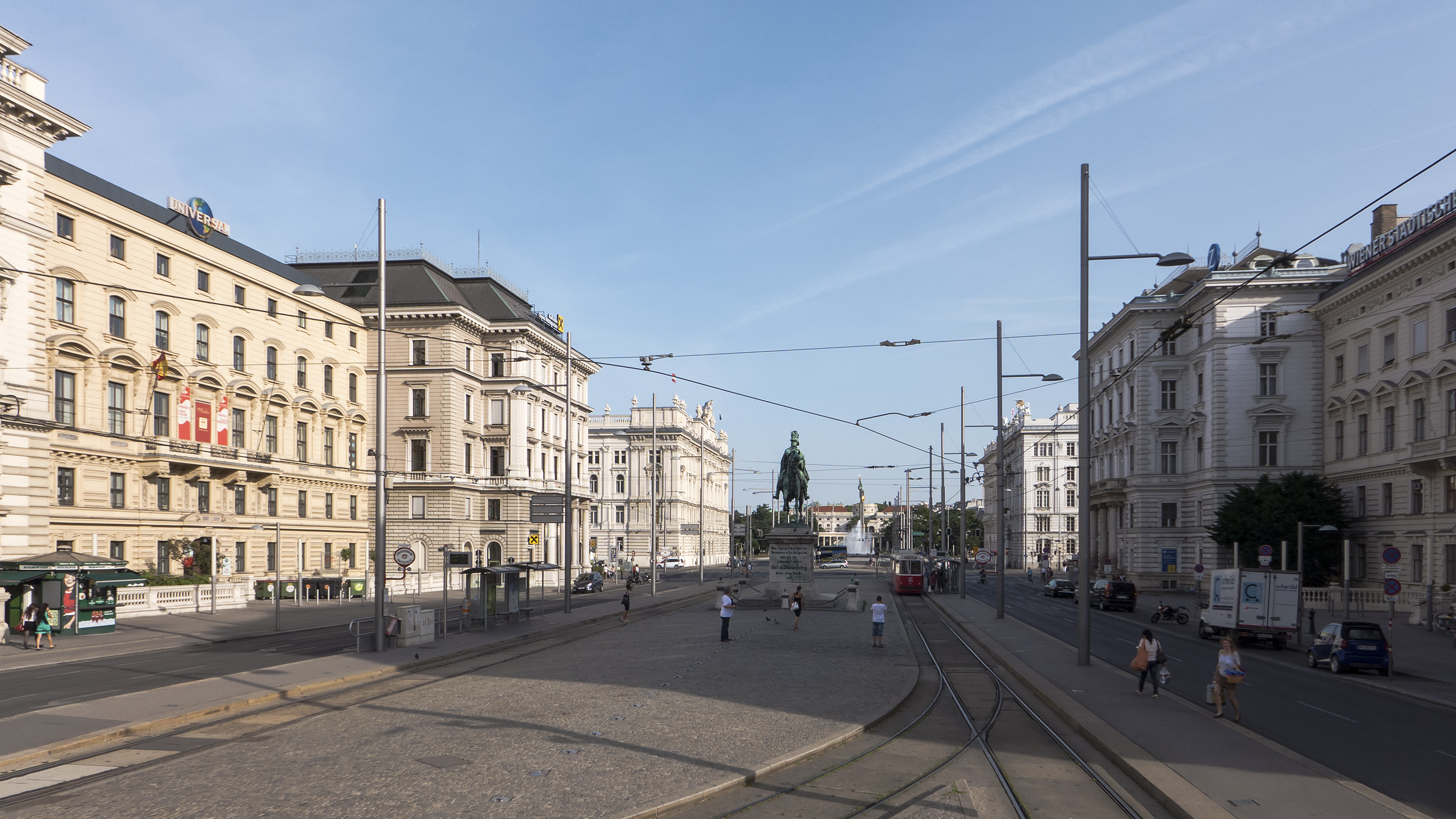
Der Schwarzenbergplatz (2014)

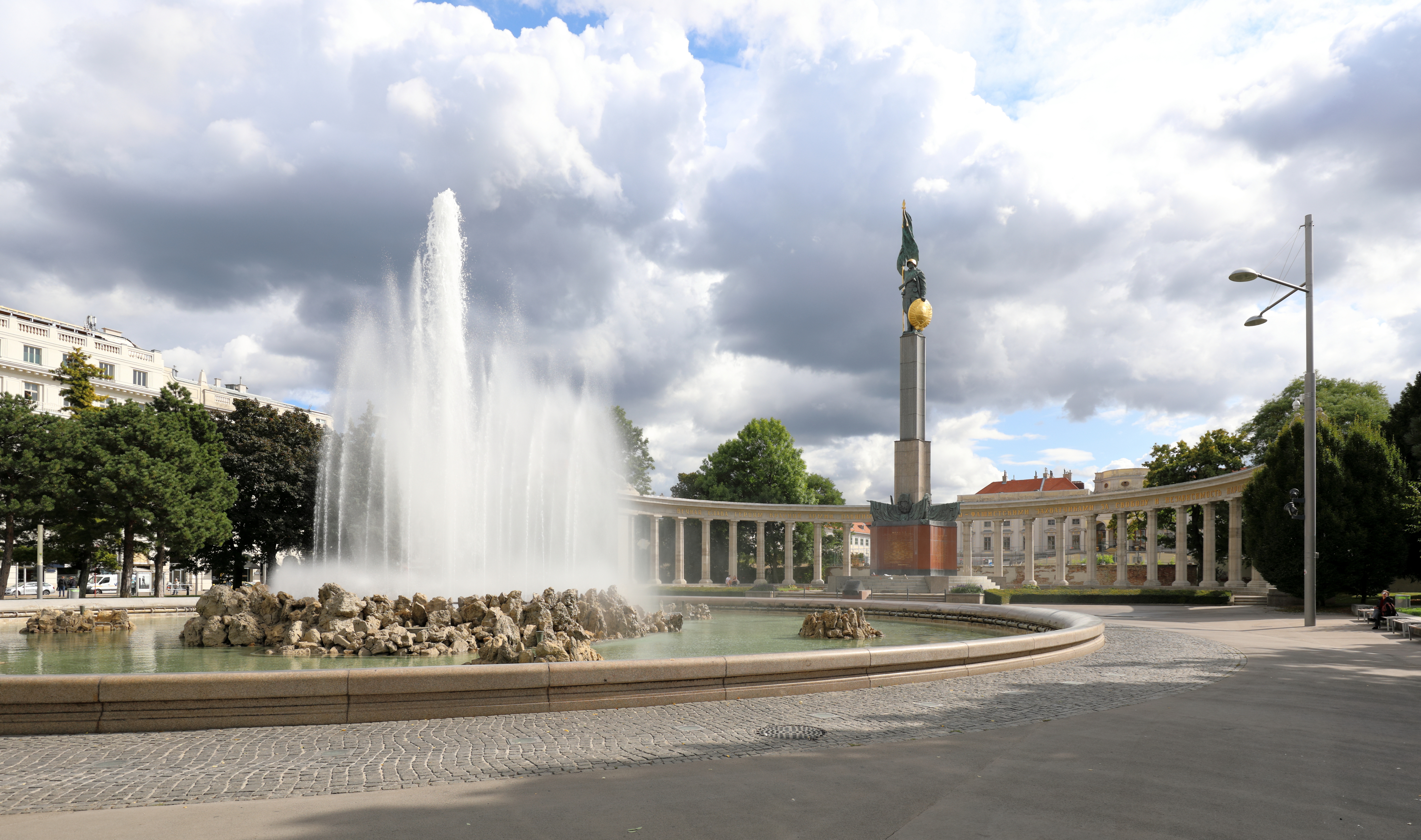
Der Hochstrahlbrunnen, dahinter das Heldendenkmal der Roten Armee (2019)

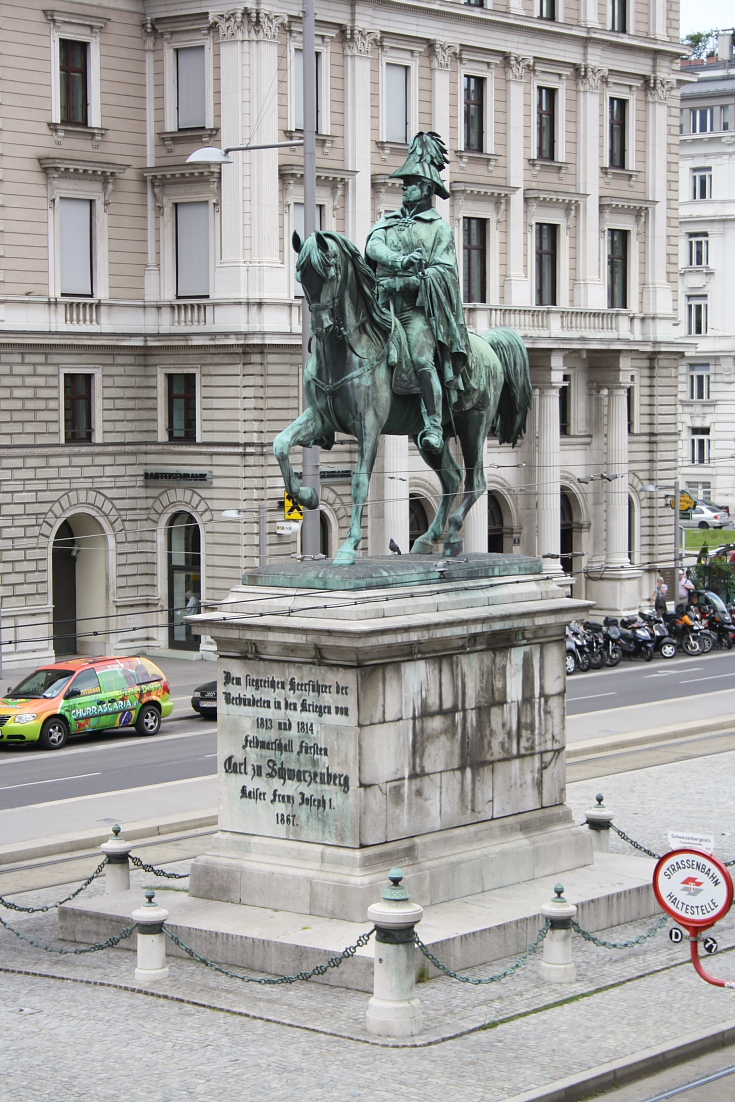
Reiterdenkmal Karl Philipp Fürst zu Schwarzenberg (2010)

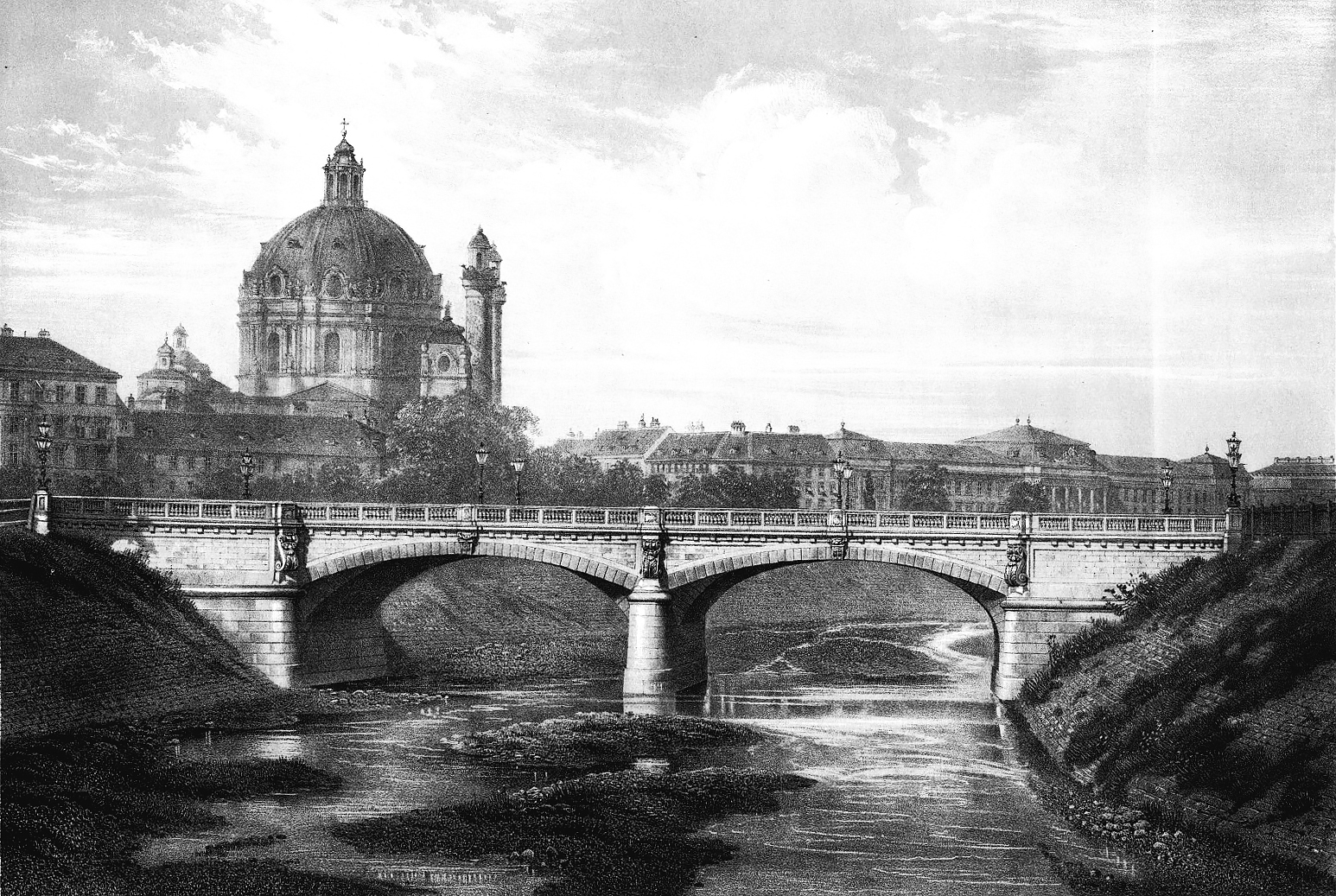
Schwarzenbergbrücke, links dahinter die Karlskirche (vor 1871)

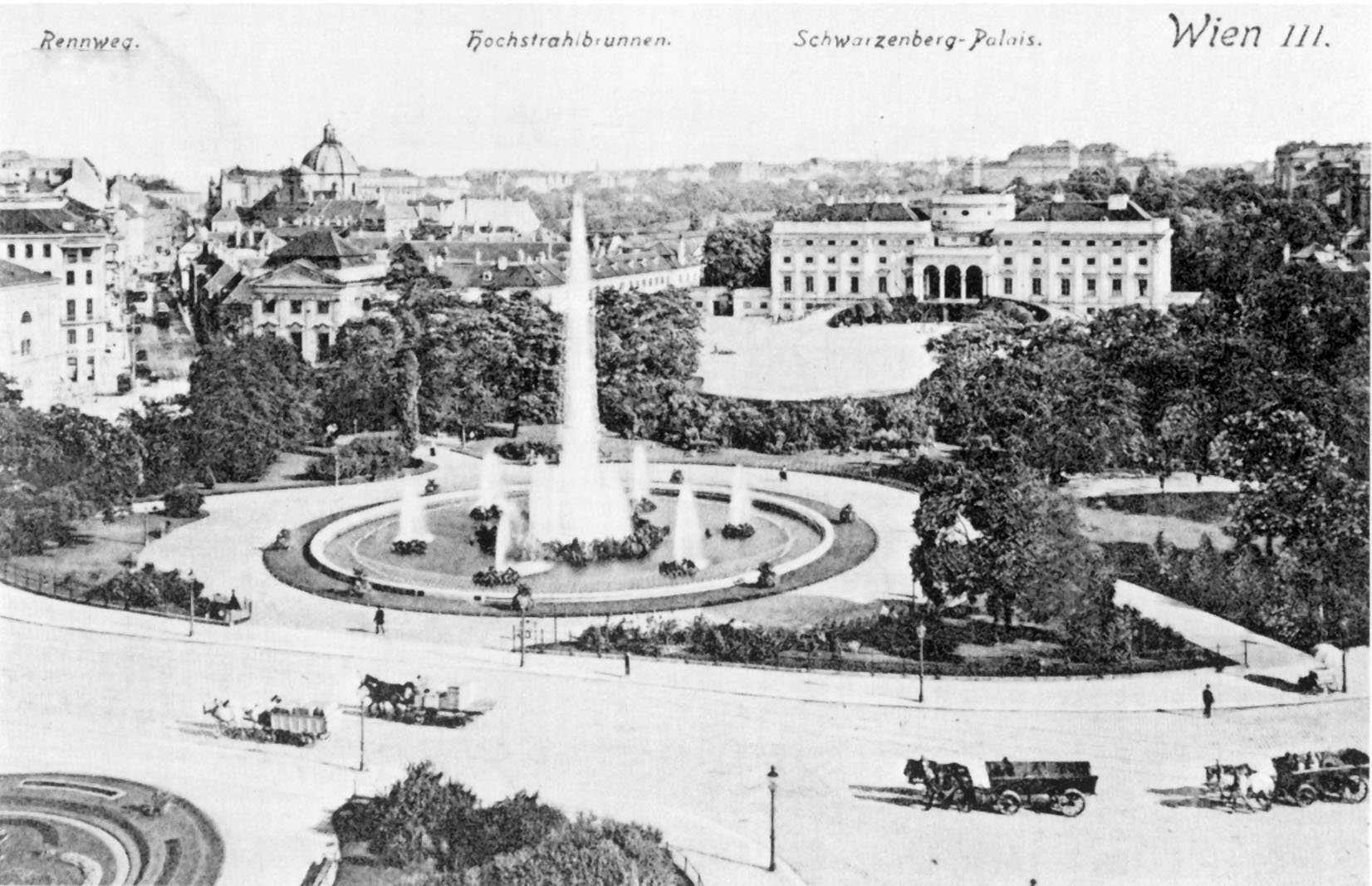
Blick auf den Platz mit Hochstrahlbrunnen und Palais Schwarzenberg, um 1905

Der Schwarzenbergplatz ist einer der bekanntesten Plätze im Wiener Stadtzentrum. Hier grenzen (im Uhrzeigersinn) die Gemeindebezirke Innere Stadt, Landstraße und Wieden aneinander.

## Geschichte

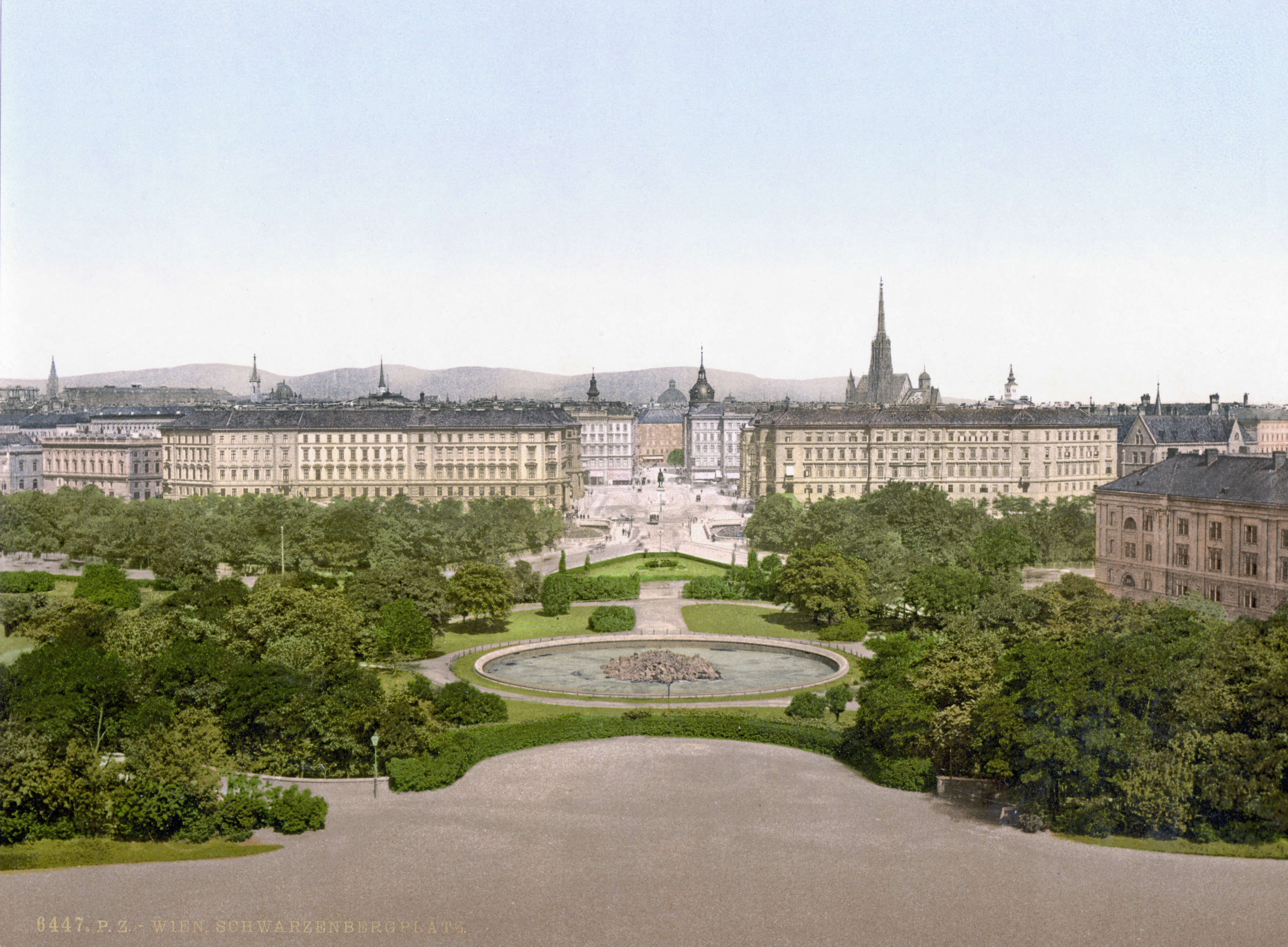
Blick vom Palais Schwarzenberg, ca. 1900

Bis Mitte des 19. Jahrhunderts hatte das Areal des heutigen Schwarzenbergplatzes Anteil am südlichen Glacis. Diese militärisch defensive Freifläche war der Stadtmauer vorgelagert und wurde vom (offenen) Wienfluss durchzogen. Nach dem Abriss der Stadtmauer (1858–1863) standen in ihrem ringförmigen Bereich und auf dem vorgelagerten Glacis sehr große Flächen zur Bebauung zur Verfügung. Ähnlich den Ringstraßenpalais wurden auch auf diesem Bauerwartungsland in der zweiten Hälfte des 19. Jahrhunderts einige Prachtbauten errichtet.

### Reiterstatue
1861 beschloss Kaiser Franz Joseph I., dem 1813 in der Völkerschlacht bei Leipzig siegreichen Feldherrn Karl Philipp Fürst zu Schwarzenberg hier ein Denkmal errichten zu lassen. Für das Monument fand die militärisch angelegte Grundsteinlegung am 18. Oktober 1863 statt, 
dem 50. Jahrestag der Völkerschlacht. Das Reiterstandbild schuf der Dresdner Bildhauer Ernst Hähnel (1811–1891). Das in jenen Tagen ästhetisch wie historisch nicht unumstrittene Denkmal wurde am 20. Oktober 1867 feierlich enthüllt. (Der Jahrestag der Völkerschlacht, der 18. Oktober, war aus politischer Rücksicht nicht wahrgenommen worden.)

### Schwarzenbergbrücke
1865 wurde der Wien-Fluss hier überbrückt. Stadtauswärts begann an der Schwarzenbergbrücke der Rennweg, die alte Ausfallstraße, und führte nach Südosten, nach Ungarn. Später begann nach der Brücke auch die Prinz-Eugen-Straße, die das Stadtzentrum mit Südbahnhof und Ostbahnhof, dem heutigen Hauptbahnhof, verbindet. In der Aufgabelung zu dieser Straße und zum Rennweg liegt das Palais Schwarzenberg, gefolgt vom Schwarzenberggarten und dem Belvederegarten.
Die Brücke wurde 1895 abgebrochen, weil von diesem Jahr bis 1902 der Wienfluss eingewölbt wurde. Entlang des südlichen Ufers der Wien wurde bis 1898 die Wientallinie der Stadtbahn gebaut und ebenfalls eingewölbt. Darüber verläuft heute die Lothringerstraße.

### Hochstrahlbrunnen
Anlässlich des Baus der I. Wiener Hochquellenwasserleitung wurde vor dem Palais Schwarzenberg (auf einem Areal, das damals noch nicht zum Schwarzenbergplatz zählte) der Hochstrahlbrunnen errichtet. Er wurde am 24. Oktober 1873 mit einer Zeremonie eröffnet, der Kaiser Franz Joseph I. beiwohnte. 
Die Bedeutung des Ensembles mit der Reiterstatue hatte eine Umbenennung zur Folge: Die seit etwa 1870 von der Seilerstätte stadtauswärts bis zum Wienfluss verlaufende Schwarzenbergstraße wurde 1880 in ihrem südlichen Abschnitt, zwischen Ringstraße und Lothringerstraße, in Schwarzenbergplatz umbenannt. 1904 wurde der Platz südlich bis zum Palais Schwarzenberg erweitert. Die Angabe, die Schwarzenbergstraße habe sich zuvor bereits bis zum Palais Schwarzenberg erstreckt, harmoniert nicht mit historischen Stadtplänen und Adressbüchern.

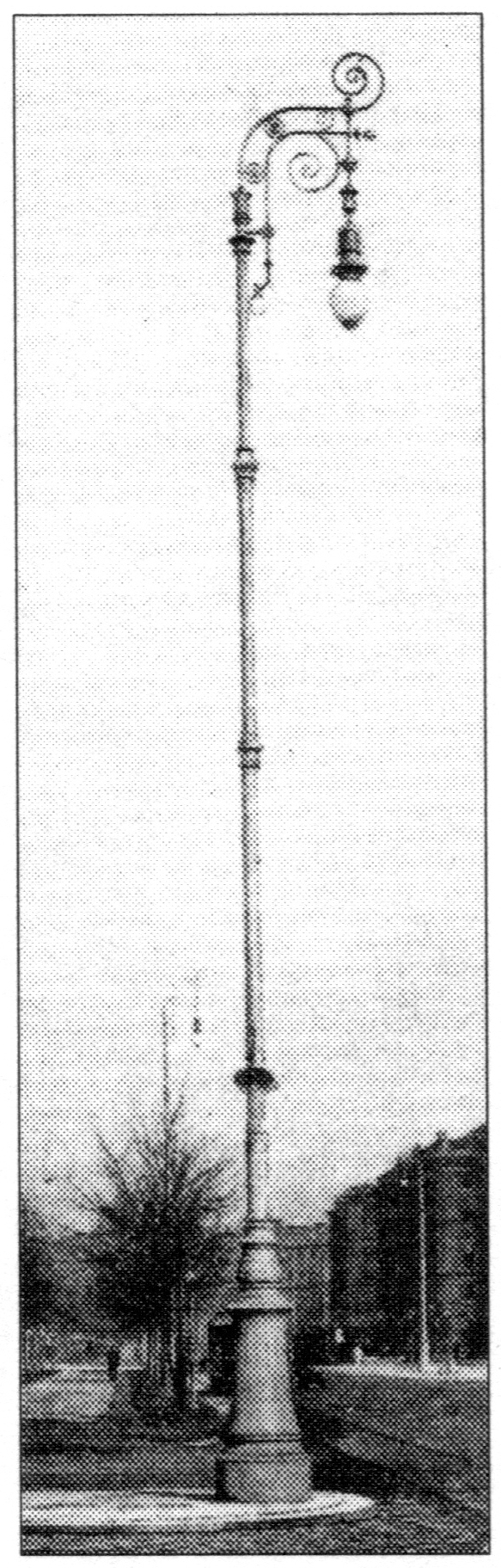
Historische Jugendstil-Platzbeleuchtung vom Typ „Bischofsstab“

### Heldendenkmal
Hinter dem Hochstrahlbrunnen beziehungsweise südlich davon wurde im August 1945, unmittelbar nach Ende des Zweiten Weltkrieges, von der Roten Armee das Heldendenkmal (im Volksmund: Russendenkmal) enthüllt. Bis 1956 war dort auch ein sowjetischer Jagdpanzer SU-100 aufgestellt. Während der Besatzungszeit wurde der südliche Teil des Schwarzenbergplatzes am 12. April 1946 in Stalinplatz umbenannt und behielt diesen Namen bis zum 18. Juli 1956. Im Haus der Industrie, damals Stalinplatz 4, befand sich bis 1955 der Sitz des Alliierten Rates der vier Besatzungsmächte.

### Arribas-Gestaltung
In den Jahren 2003 und 2004 wurde der Schwarzenbergplatz nach einem Konzept des spanischen Architekten Alfredo Arribas neu gestaltet und zusätzlich mit im Boden eingelassenen Beleuchtungselementen ausgestattet, die verschiedene Lichteffekte darstellen. Im Zuge des Umbaus wurden die bis dahin vorhandenen kleinen Grünflächen entfernt, was auch kritisiert wurde. Besonders starke Vorbehalte gab es, als die großteils noch vorhandenen schlanken Lichtmasten von 1904 durch Beleuchtungskörper ersetzt wurden, die Kritiker als plump und klobig empfanden. Die vorherige Konzeption der Gemeinde Wien hatte die vollständige Wiederherstellung der historischen Jugendstil-Beleuchtungskörper vom Typus „Bischofsstab“ vorgesehen. Im Jahr 2016 waren viele der 300 im Boden eingelassenen, per Computer angesteuerten Effektleuchten nicht mehr funktionstüchtig. Der Rückbau der veralteten Technik, die nur in den ersten Jahren gewartet wurde, steht zur Diskussion.
Unter dem Schwarzenbergplatz verlaufen nicht nur der Wienfluss und die U-Bahn-Linie U4, hier befand sich einst auch die Zwingburg, ein Unterschlupf für Obdachlose und Strotter, die sich in die Wiener Kanalisation zurückzogen.

## Verkehr

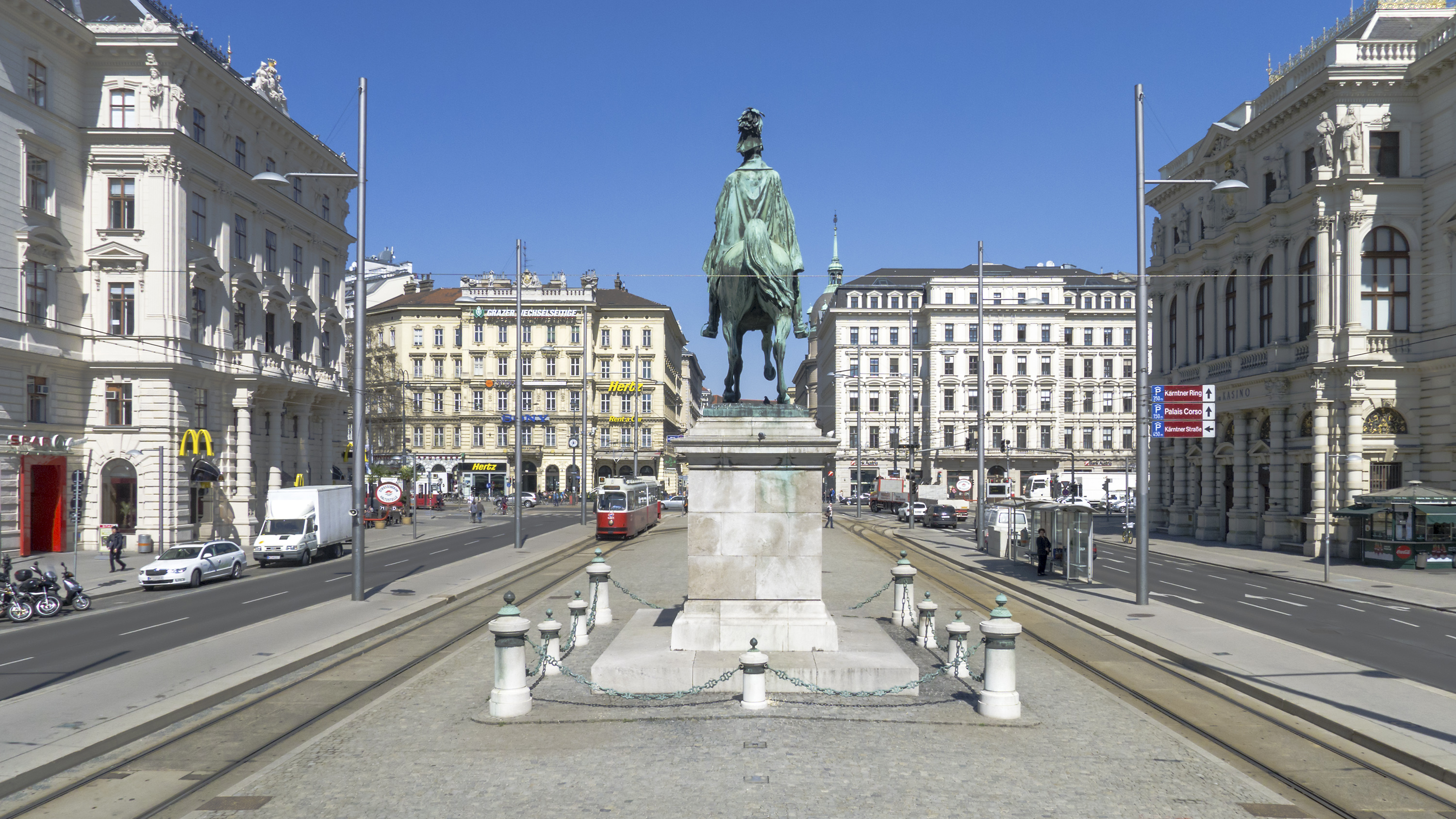
Straßenbahnverkehr auf dem Schwarzenbergplatz

Der Schwarzenbergplatz wurde schon bald nach seiner Errichtung ein wichtiger Verkehrsknoten. 1873 führten von hier aus Linien der Pferde-Tramway nach Favoriten und Sankt Marx. 1901 wurde die nach Sankt Marx führende Linie bis zum Wiener Zentralfriedhof verlängert und bald darauf elektrifiziert. Seit 1907 fährt die Straßenbahnlinie 71 auf dieser Strecke. Sie wurde im Dezember 2012 vom Schwarzenbergplatz über die Ringstraße verlängert.
Der Schwarzenbergplatz wird weiters von der Straßenbahnlinie D, der Verbindung vom Stadtzentrum zum 2010 abgetragenen Südbahnhof, seit Dezember 2012 zum neuen Hauptbahnhof (Ostseite), seit 2019 bis zur Absberggasse in Favoriten, und von der Linie 2 (befährt den an den Platz angrenzenden Abschnitt der Ringstraße) sowie von den City-Buslinien 2A und 4A angefahren. Außerdem halten hier einige Linien des Nachtbusverkehrs.
Für den Straßenverkehr beginnt am südöstlichen Ende des Schwarzenbergplatzes der Rennweg, die historische Ausfallstraße Wiens Richtung Pressburg und Budapest. Südwestlich zweigt vom Platz die Prinz-Eugen-Straße zum Belvedere und zum Gürtel ab. Im Mittelteil des Platzes kreuzt die Lothringerstraße (siehe auch Zweierlinie), Verbindung vom Karlsplatz zum Stadtpark auf dem eingewölbten Wienfluss, den Platz. Am nördlichen Platzende bilden Kärntner Ring und Schubertring Teile der den historischen Stadtkern umgebenden Ringstraße.

## Andere Nutzungen
Seit Jahren dient der Schwarzenbergplatz – auf der Freifläche vor dem Brunnen – als Treffpunkt für die Critical-Mass-Raddemonstration.
Im Sommer 2016 wurde eine elektrisch gepumpte stehende Surfwelle mit 1,4 m Höhe für Publikum gegen Entgelt und als Werbevehikel für den Mobilfunkanbieter 3 betrieben.

## Bemerkenswerte Bauwerke am Schwarzenbergplatz
Die Gebäude, die an den Platz angrenzen, sind amtlich im Uhrzeigersinn, beginnend beim zentrumsnächsten Punkt, Ecke Schubertring, nummeriert und werden hier auch in dieser Reihenfolge angeführt. Bevor 1904 der südlich angrenzende Straßenraum einbezogen wurde, gab es am Schwarzenbergplatz nur sechs Hausnummern, auf beiden Seiten je drei zwischen Ring und Lothringerstraße. (Die heutige Nr. 17 war damals Nr. 6.)

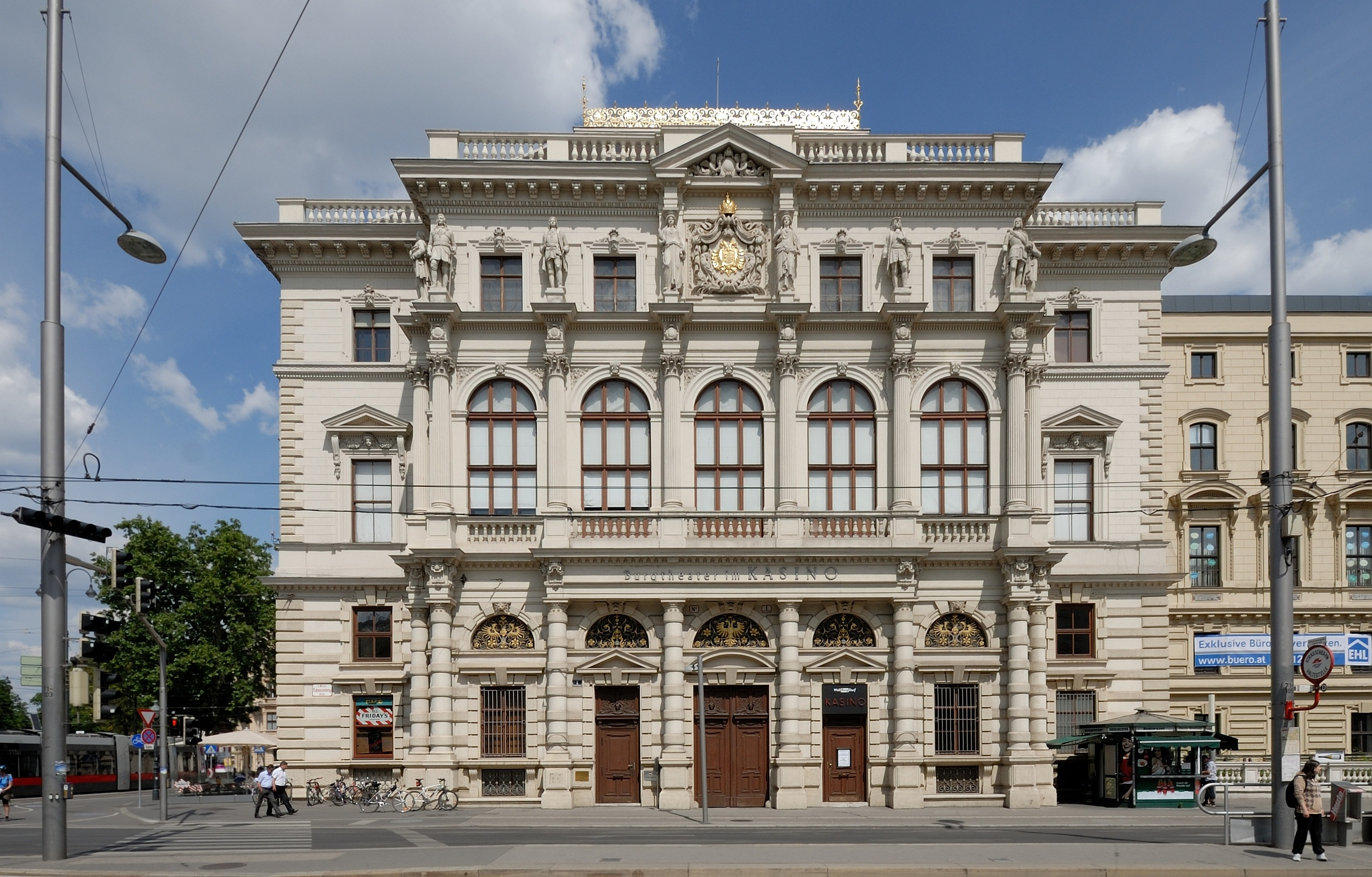
Nr. 1: Palais Erzherzog Ludwig Viktor

### Nr. 1: Palais Erzherzog Ludwig Viktor
1863 wurde Heinrich Ferstel mit dem Bau von zwei Palais beauftragt. Das für Erzherzog Ludwig Viktor von 1864 bis 1866 errichtete Palais Erzherzog Ludwig Viktor an der (östlichen) Ecke zum Schubertring (1. Bezirk) wurde etwa um 1900 renoviert, 1910 vom Staat angekauft und beherbergte 1911–1939 das Militärkasino. Heute nützen das Burgtheater als Spielstätte Kasino am Schwarzenbergplatz (seit 1981), der Verein der Alt-Neustädter (= der Absolventen der Militärakademie in Wiener Neustadt) sowie die Offiziersgesellschaft das Gebäude. Das erwähnte zweite Palais baute Ferstel genau gegenüber, auf Nr. 17, und stimmte die Fassaden beider Bauwerke aufeinander ab.

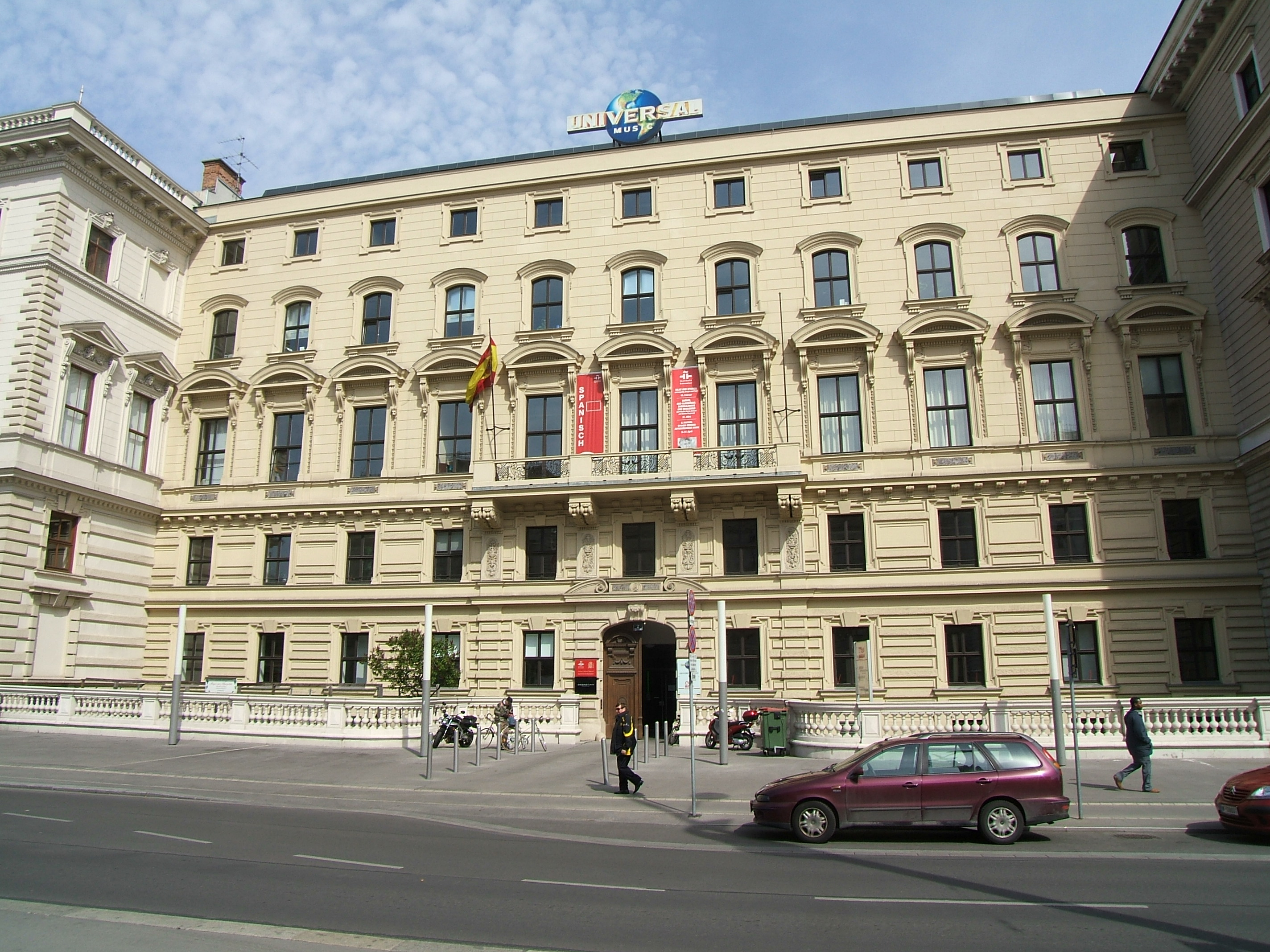
Nr. 2: Palais Wiener von Welten

### Nr. 2: Palais Wiener von Welten
Von den Architekten August Schwendenwein und Johann Romano wurde das 1869 fertiggestellte Palais Wiener von Welten an der östlichen Platzseite (1. Bezirk) für Eduard Wiener von Welten entworfen. Im Vorgarten des Palais befindet sich der kleinste Weingarten Wiens, im Palais das Spanische Kulturinstitut.

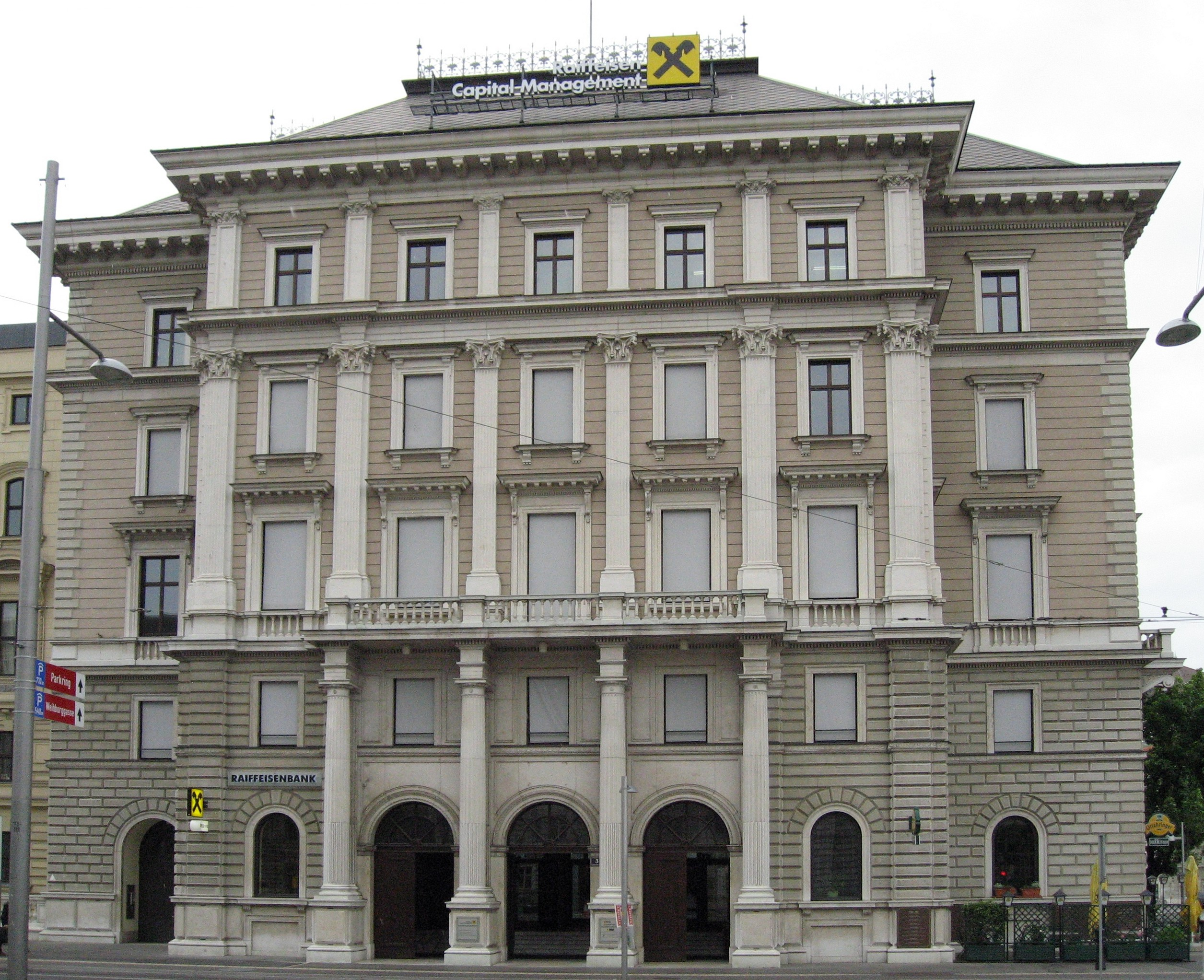
Nr. 3: Neubau aus dem Jahr 1983

### Nr. 3: früher Direktion der Staats-Eisenbahn-Gesellschaft
Das Administrationsgebäude der k.k. priv. österreichischen Staats-Eisenbahn-Gesellschaft (einer privaten österreichischen Bahngesellschaft, die erst 1909 verstaatlicht und in die Staatsbahnen integriert wurde) Ecke Lothringerstraße (östliche Seite, 1. Bezirk) wurde 1868–1870 nach Plänen von Heinrich Ferstel errichtet. Nach einem Bombentreffer 1945 brannte das Gebäude aus, wurde 1950 abgetragen und erst 1983 durch einen Neubau mit historisierender Fassade nach Plänen von Georg Lippert ersetzt. Das Haus Schwarzenbergplatz 3 war bis 2022 Sitz der Europazentrale der russischen Sberbank.

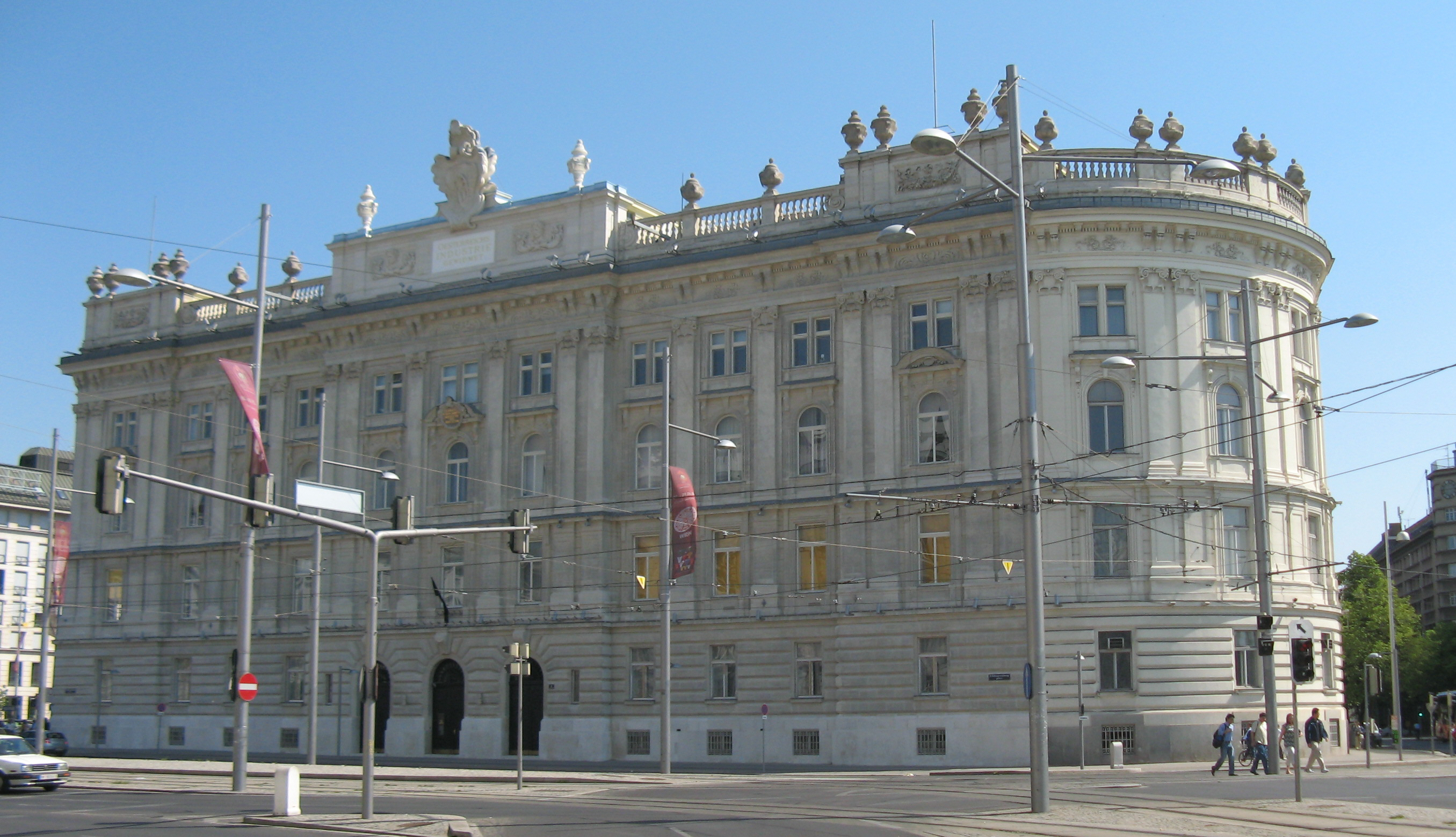
Nr. 4: Haus der Industrie

### Nr. 4: Haus der Industrie
Ecke Lothringerstraße entstand an der südöstlichen Platzseite (3. Bezirk) in den Jahren 1907 und 1908 (Aufschrift am Gebäude) nach Plänen von Karl König das späthistoristische Haus der Industrie, das bis heute Sitz der österreichischen Industriellenvereinigung ist. 1945–1955 tagte hier die Alliierte Kommission für Österreich. Sie trat zuletzt am 27. Juli 1955, dem Tag des Inkrafttretens des österreichischen Staatsvertrags, zusammen und hielt aus diesem Anlass die letzte alliierte Militärparade vor dem Haus ab, bevor die Besatzungstruppen der vier Mächte bis Oktober 1955 das Land verließen.

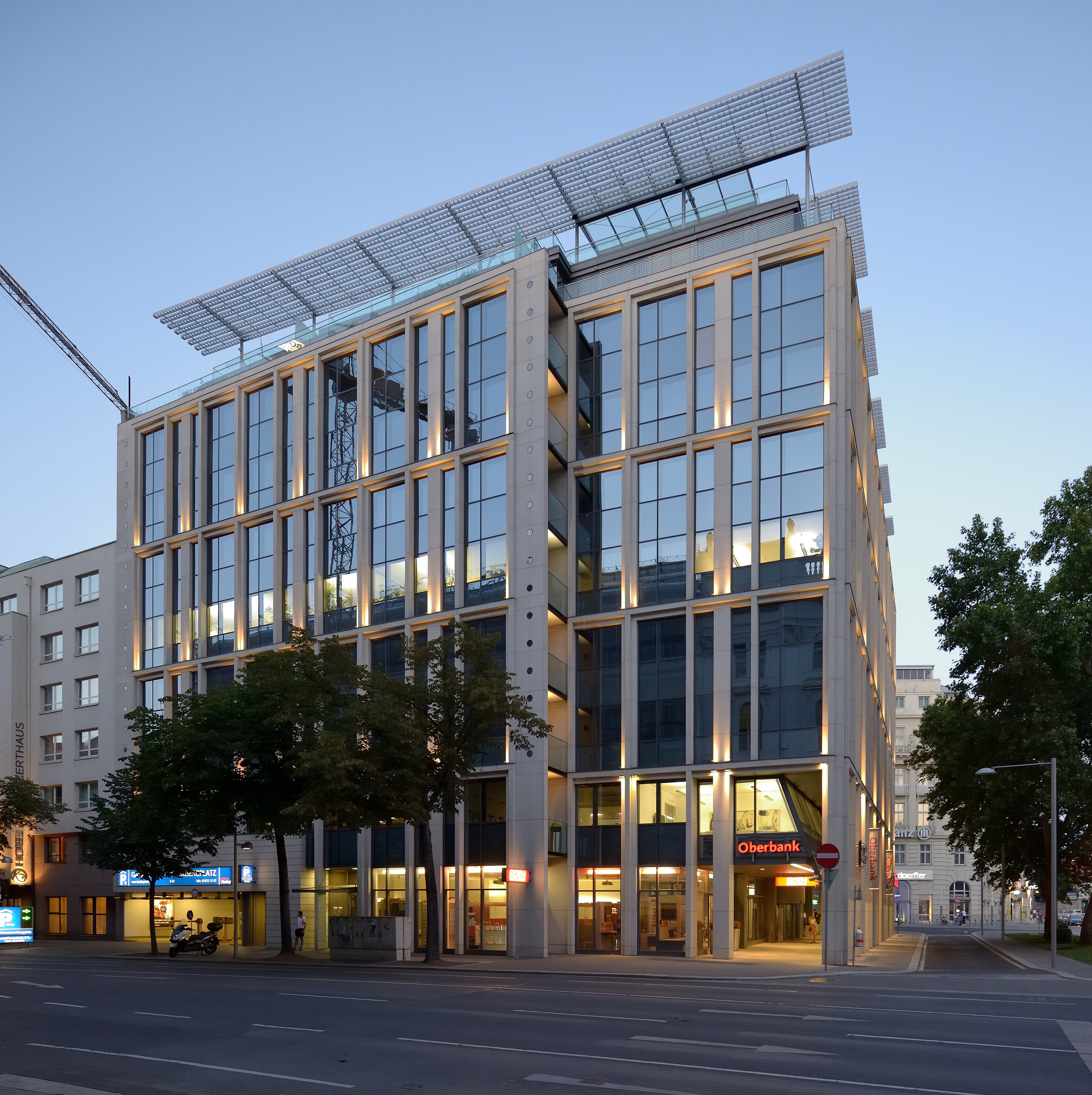
Nr. 5: Bürogebäude an der Stelle des Palais Pollack-Parnau

### Nr. 5: früher Palais Pollack-Parnau
Am Beginn des Rennwegs (3. Bezirk) befand sich das kurz vor 1914 errichtete Palais Pollack-Parnau. Es gehörte der jüdischen Industriellenfamilie Pollack von Parnau, die 1938 von den Nazis vertrieben wurde, das Gebäude wurde „arisiert“. Im Zweiten Weltkrieg wurde das Palais durch Bombenangriffe schwer beschädigt, die Familie verkaufte später die Ruine. In den 1950er Jahren entstand ein Bürohaus von Steyr Daimler Puch, das nach 2000 von einem modernen Stahl- und Glasbau ersetzt wurde, der tiefer in den Platz gestellt ist.

### Nr. 6: Palais Fanto
Im Palais Fanto, dem ehemaligen Gebäude des österreichischen Branntweinmonopols, dem 1917 / 1918 von Ernst Gotthilf und Alexander Neumann erbauten Eckhaus zwischen Daffingerstraße und Zaunergasse (3. Bezirk), befindet sich unter anderem das Arnold Schönberg Center.

### Nr. 8: Ehem. Stadtkino
In diesem Gebäude am Anfang des Rennwegs (3. Bezirk) befand sich bis 2013 das „Stadtkino“, ein nichtkommerzielles Kino (Tochtergesellschaft der Viennale), weiters besteht hier der in Wien bekannte Frisiersalon Bundy & Bundy. Ein Kino (früher Schwarzenbergkino bzw. Kammerlichtspiele) bestand hier bereits seit 1916. Ende 2012 schloss das Künstlerhaus Wien mit der Viennale einen Vertrag für 20 Jahre, dem zufolge das Stadtkino diesen Standort aufgab und seit September 2013 als „Stadtkino im Künstlerhaus“ beim Karlsplatz betrieben wird.

### Nr. 9: Palais Schwarzenberg

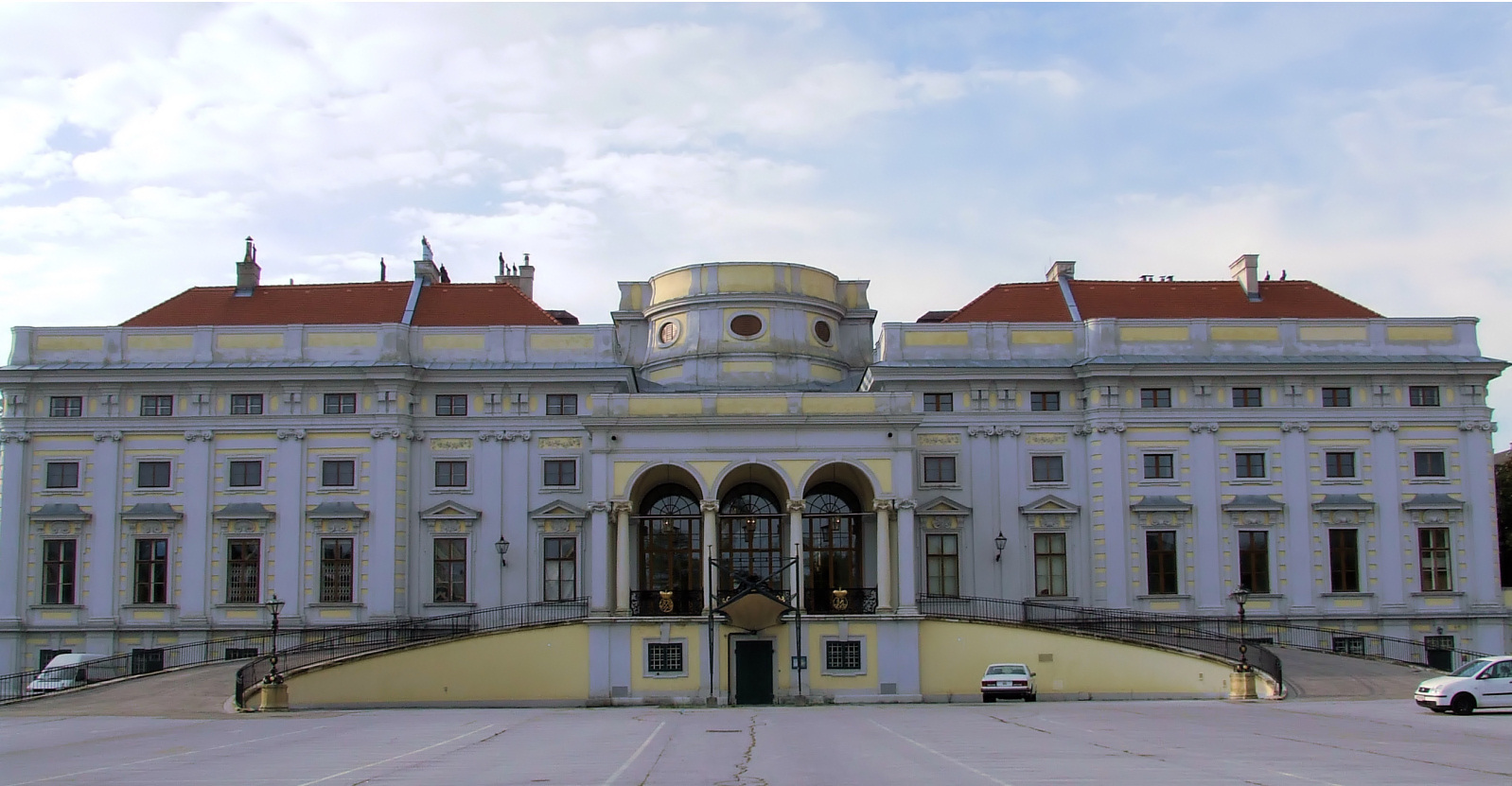
Nr. 9: Palais Schwarzenberg

Das Palais Schwarzenberg entstand lang vor der Anlage des Schwarzenbergplatzes am Fuß eines Hügels, der bis zum Landstraßer Gürtel reicht und zum Teil vom Garten des Palais eingenommen wird. Das Palais im 3. Bezirk, zwischen Rennweg und Prinz-Eugen-Straße, ist heute erst aus der Nähe richtig zu sehen, da es sich – vom Stadtzentrum aus gesehen – hinter dem Hochstrahlbrunnen und dem Heldendenkmal „verbirgt“ und außerdem durch einen großen Vorplatz mit Nebengebäuden vom Platz abgerückt ist.

### Hochstrahlbrunnen und Heldendenkmal
Der Hochstrahlbrunnen, errichtet 1873, und das Heldendenkmal der Roten Armee dahinter, errichtet 1945, befinden sich im 3. Bezirk zwischen den Gebäuden Nr. 8 und Nr. 11 und vor dem Gebäude Nr. 9.

### Nr. 11: Agentur der Europäischen Union für Grundrechte
Im ehemaligen Wohnhaus Gutmann, 1875 / 1876 Ecke Gußhausstraße (4. Bezirk) nach Plänen von Heinrich Claus und Joseph Groß erbaut, hat die EU ihre European Union Agency for Fundamental Rights, kurz FRA (Fundamental Rights Agency), untergebracht. In den Jahren des Zweiten Weltkriegs war hier der Sitz des Luftgaukommandos. Nach dem Auszug des Bundesministeriums für Handel und Wiederaufbau wurde das Gebäude 1952 von der sowjetischen Besatzungsmacht als „deutsches Eigentum“ beschlagnahmt. Von 1953 bis 1957 befand sich hier die Parteizentrale der Kommunistischen Partei Österreichs. Von 2001 bis 2007 war hier das Landesgericht für Zivilrechtssachen Wien während der Generalsanierung des Justizpalastes untergebracht.

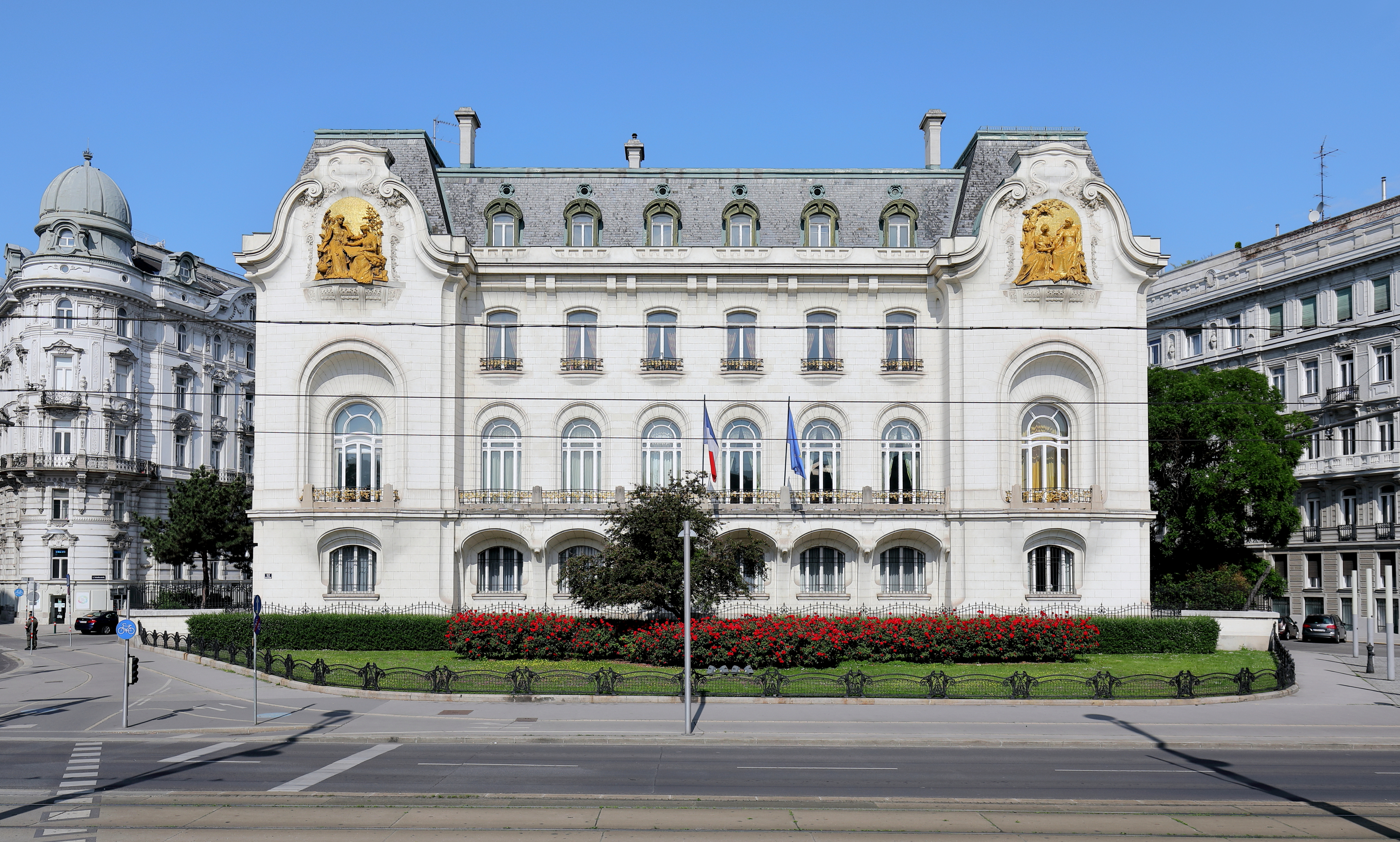
Nr. 12: Französische Botschaft

### Nr. 12: Französische Botschaft
Das Gebäude der Französischen Botschaft wurde 1904–1912 nach Entwürfen des Pariser Architekten Georges Chedanne an der westlichen Platzseite (4. Bezirk) zwischen Technikerstraße und Brucknerstraße, nahe dem Beginn der Prinz-Eugen-Straße, freistehend errichtet. Es stellt, auch mit seiner Innenarchitektur, ein Hauptwerk des „Art Nouveau“ außerhalb Frankreichs dar.

### Nr. 14: Haus der Wiener Kaufmannschaft

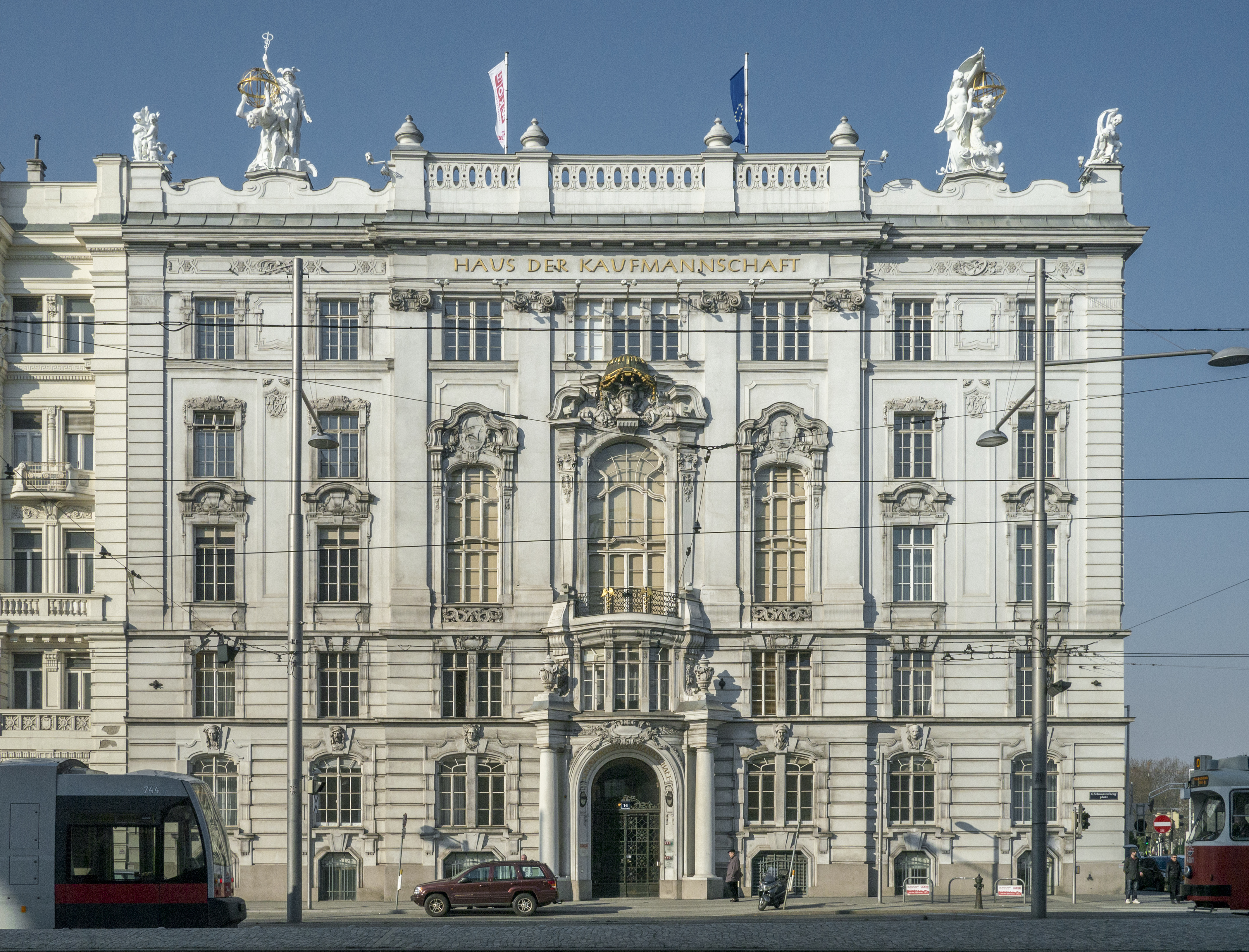
Nr. 14: Haus der Wiener Kaufmannschaft

Das von Ernst Gotthilf und Oskar Neumann in neobarockem Stil entworfene und von Anbeginn als Bürohaus konzipierte Haus der Wiener Kaufmannschaft an der westlichen Platzseite, Ecke Lothringerstraße (4. Bezirk), wurde am 7. November 1903 von Kaiser Franz Joseph I. feierlich eröffnet. Heute sind darin folgende Sparten der Wirtschaftskammer Wien untergebracht: Handel; Transport und Verkehr; Information und Consulting.

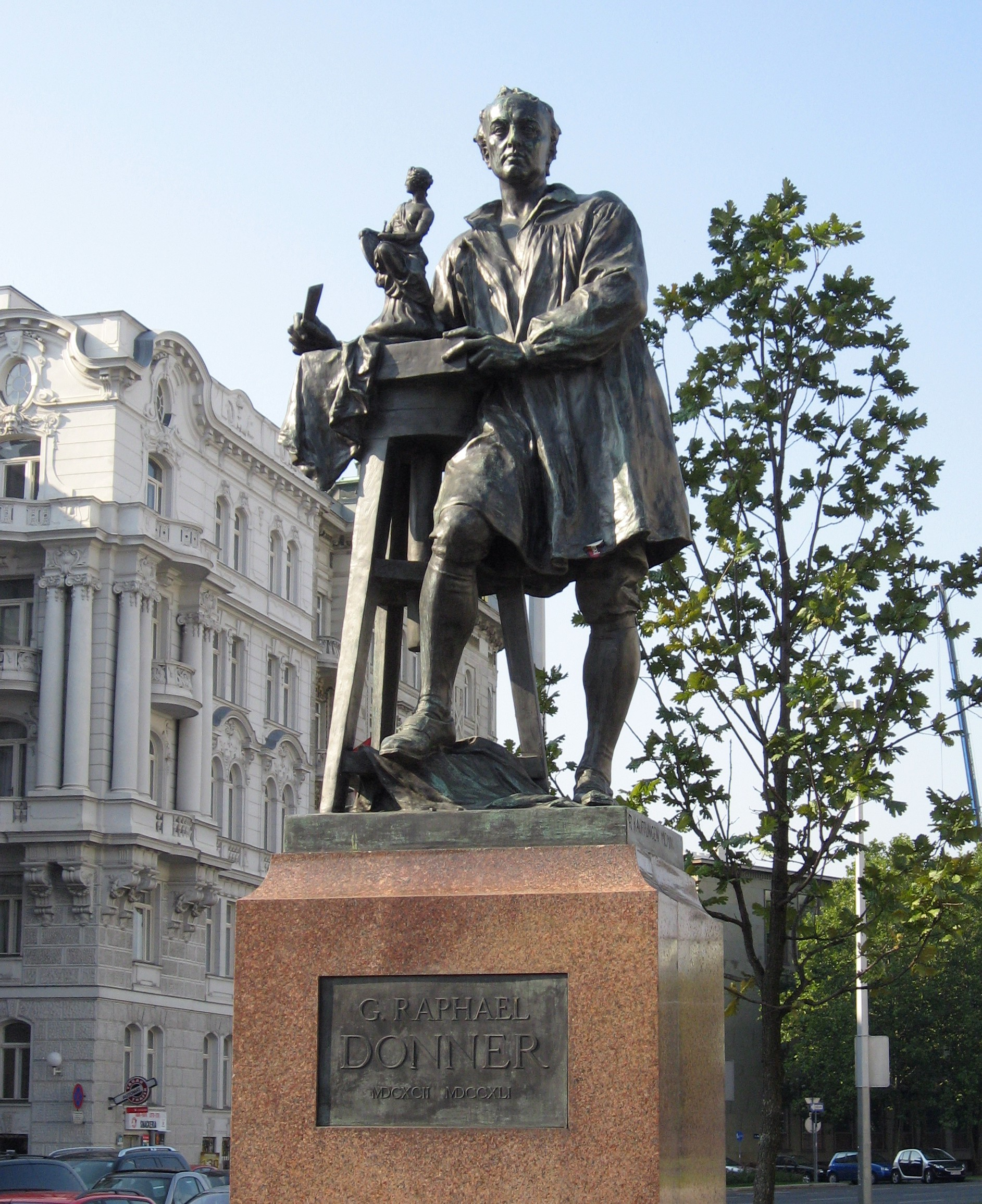
Georg-Raphael-Donner-Denkmal

### Georg-Raphael-Donner-Denkmal
Zwischen den Gebäuden Nr. 14 und Nr. 15, an der Kreuzung mit der Lothringerstraße (1. Bezirk), wurde 1906 von Richard Kauffungen ein Bronzestandbild des Bildhauers Georg Raphael Donner (1692–1741) errichtet. Im Zweiten Weltkrieg abgetragen, wurde das Denkmal 1947 wieder errichtet.

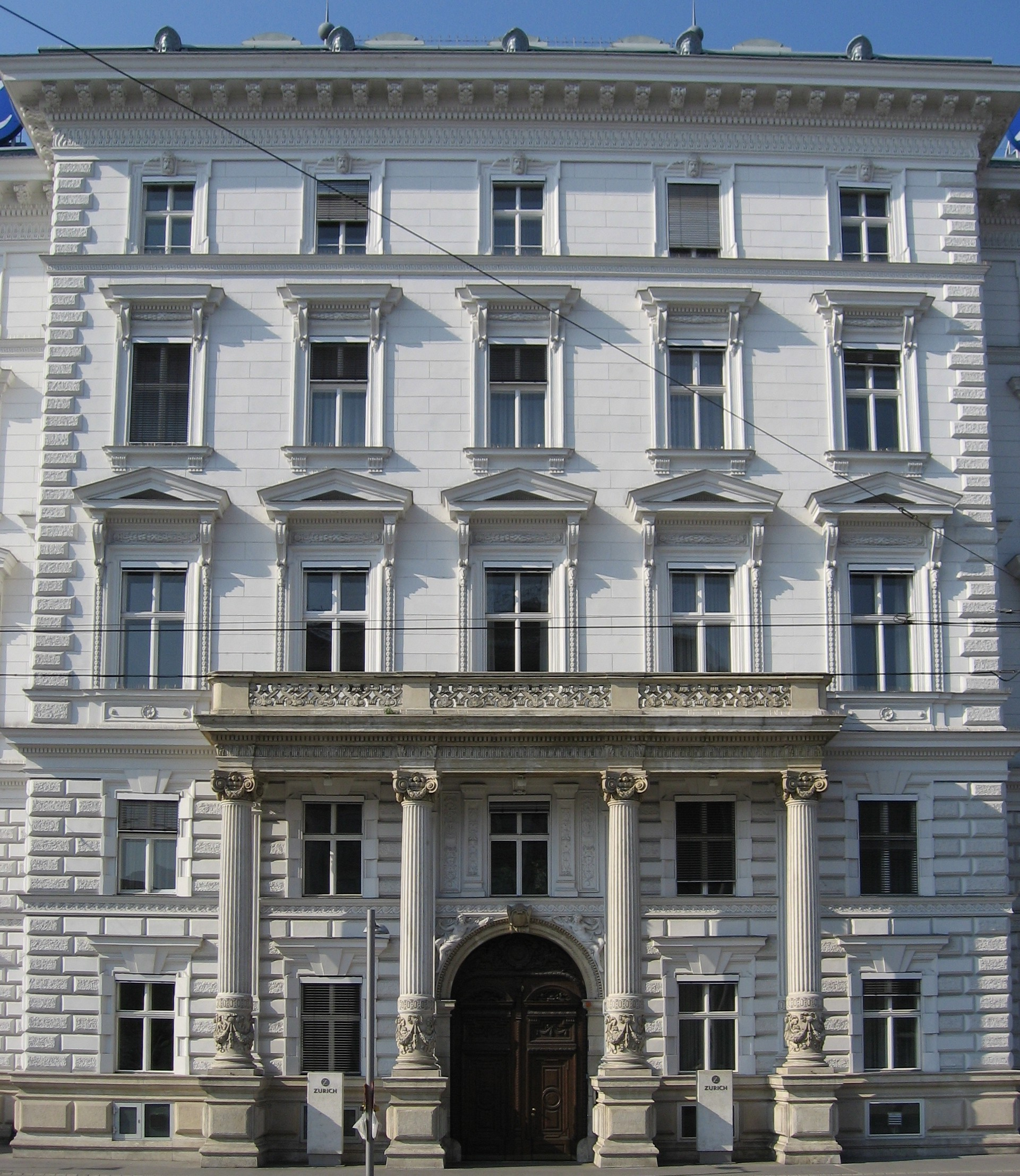
Nr. 15: Palais Ofenheim

### Nr. 15: Palais Ofenheim
Das Palais Ofenheim für den Eisenbahnindustriellen Viktor Ofenheim Ritter von Pontreuxin an der nordwestlichen Ecke der Kreuzung mit der Lothringerstraße (1. Bezirk) wurde 1868 nach Entwürfen der Architekten August Schwendenwein und Johann Romano errichtet und hatte bis 1904 die Nr. 4. Es befindet sich seit 1931 im Besitz der Zürich Versicherung Österreich, die es als Bürohaus nutzt.

### Nr. 16
Das Gebäude wurde 1868 errichtet und hatte bis 1904 die Nr. 5.

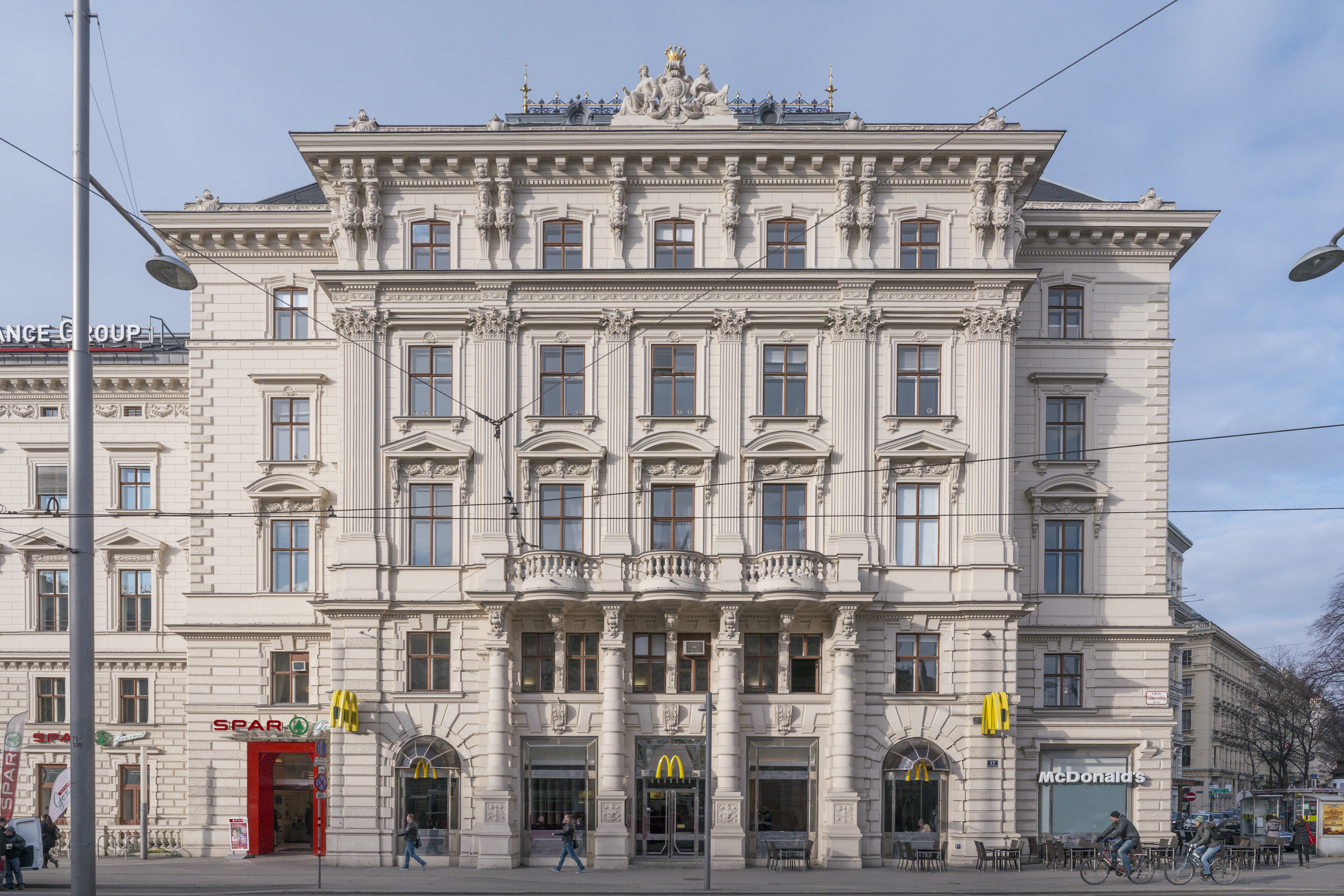
Nr. 17: Palais Wertheim

### Nr. 17: Palais Wertheim
Das vom Industriellen Franz von Wertheim in Auftrag gegebene Palais Wertheim an der Ecke zum Kärntner Ring 18 (1. Bezirk) wurde 1868 von Heinrich Ferstel als Pendant zum Palais auf Nr. 1 fertiggestellt. Es hatte bis 1904 die Nr. 6 und wurde 1910 in ein Wohn- und Bürogebäude umgewandelt. Am 27. Juli 1978 eröffnete im Parterre des Palais die erste österreichische McDonald’s-Filiale. Zuvor war im Ecklokal seit 1870 die Apotheke „Zum goldenen Adler“ betrieben worden, die 1893 im Branchenverzeichnis als „English & foreign chemist“ beworben wurde, alle englischen und französischen Präparate führte und 1911 in das gegenüberliegende Haus Kärntner Ring 17 übersiedelte, wo sie bis heute besteht.